# Моисеевка (Томская область)
Моисе́евка — деревня в Асиновском районе Томской области, Россия. Входит в состав Новиковского сельского поселения.

## География
Деревня расположена на берегу реки Кутатка. До центра поселения — Новиковки — по прямой на юго-восток примерно 7,5 км.

## История
Основана в 1890 г. В 1926 году хутора Моисеевские состояли из 83 хозяйств, основное население — литовцы. В административном отношении входили в состав Кайнарского сельсовета Ново-Кусковского района Томского округа Сибирского края.

## Население
| 1926 | 1939 | 1959 | 1970 | 1979 | 1989 | 2002 |
| ---- | ---- | ---- | ---- | ---- | ---- | ---- |
| 467  | ↘409 | ↘298 | ↗361 | ↘234 | ↘205 | ↗263 |
| 2010 | 2012 | 2013 | 2014 | 2015 | 2019 | 2021 |
| ↘206 | ↗209 | ↘203 | →203 | ↘193 | ↘165 | ↗189 |

## Социальная сфера и экономика
В посёлке работают два производства в сфере растениеводства, фельдшерско-акушерский пункт, начальная общеобразовательная школа, сельпо и ветеринарный участок.